# Annedalskyrkan
Annedalskyrkan är en kyrkobyggnad belägen i stadsdelen Änggården, Göteborgs kommun. Den tillhör Annedals församling i Göteborgs stift och Svenska kyrkan.

## Tillkomsthistoria
År 1900 tillsatte kyrkofullmäktige en beredning som 1901 föreslog en gemensam plan för nya kyrkobyggnader i staden. När församlingskyrkan i Annedal skulle byggas fanns två alternativa placeringar. Eftersom Änggården snart skulle bebyggas, menade de ansvariga att kyrkan "skulle få en central plats i församlingen." Göteborgs stadsfullmäktige beslutade därför att kyrkan skulle uppföras på den så kallade Carlsro-tomten. Man ansåg att ... belägenheten var fördelaktig, på en icke alltför hög, med ekar bevuxen bergsplatå invid den av spårvagn trafikerade vägen till Allmänna och Sahlgrenska sjukhuset.
Ursprungligen fick kyrkan inte kosta mer än 250 000 kronor. Trots att Wåhlins förslag kostade drygt 60 000 kronor mer än så, enades man om detta eftersom förslaget var "utförbart och välstuderat" samt "synnerligen tilltalande i snart sagt alla avseenden". Den anlitade byggmästaren Gustaf Pettersson fick tidigt ekonomiska problem och klarade inte entreprenadkontraktet, som då övertogs av byggmästare Nathan Persson.

## Kyrkobyggnaden
Kyrkan uppfördes 1908-1910 efter ritningar av Theodor Wåhlin i en blandning av jugend och historiserande former från renässans och barock men även romansk och gotisk arkitektur. Byggnaden är ovanligt nog orienterad i norr och söder, med korutbyggnad i söder. Byggnadsmaterialet är gråbrunt så kallat Skrombergategel med omfattningar, lister och blinderingsliknande dekor i ljus, finhuggen granit. Koret är halvrunt avslutat, på den sydvästra sidan är en sakristia utbyggd. Mellan kor och långhus finns en större triumfbåge med flankerande kolonner. I den sydvästra kanten står ett klocktorn, prytt med en dekorativ huv, vilket utgör ett landmärke i staden. Exteriören är i stort sett oförändrad sedan byggnadstiden, så när som på taktäckningen.
Interiören är tvåskeppig, med ett huvudskepp och ett sidoskepp. Väggarna pryds med änglabilder. Vid renovering 1939 fick kyrkan en målad altartriptyk samt försågs med mittgång. Vid reparation av kyrktornet 1967 blev även dopkapellet ombyggt. Det målades om samt utrustades med altarring, predikstol och dopfunt. Interiören har en väl bevarad inredning i trä och sten. Endast dekorationsmålningarna på väggarna har överkalkats. 

## Inventarier
- Bildhuggaren Frans Hausl från Malmö, tillverkade altaret, dopfunten och predikstolen i täljsten. Predikstolen har inskriptionen "Saliga äro de som höra Guds ord och gömma det". Altaret fick reliefer av de fyra evangelisternas symboler, av Alfa och Omega samt av Kristus monogram.
- Korfönstren försågs med olika färger och belysningen av takkronor samt stora lampetter i mässing.
- På kyrkans sydvästra vägg, vid dopaltaret, sitter en tavla som 1951 skänkts av Göteborgskonstnären Saga Walli och som föreställer Jesus med öppen famn.
- Den nuvarande tavlan på högaltaret är målad 1939-1940 av Gunnar Erik Ström.
- På altaret finns två sjuarmade ljusstakar uppburna av fyra liggande lejon.
- År 1971 fick kyrkan ett hundratal reliefplattor, skulpturer i trä och terrakottafigurer med bibliska motiv utförda och donerade av Magnus Jensen.

### Orglar
- Den första läktarorgeln var byggd 1910 av Johannes Magnusson och hade följande disposition:[2]

| Manual I (C-g3)     | Manual II (C-g3)    | Manual III (C-g3) | Pedal (C-f1)   | Koppel   |
| ------------------- | ------------------- | ----------------- | -------------- | -------- |
| Principal 16'       | Gedackt 16'         | Eolin 8'          | Subbas 16'     | II/I     |
| Borduna 16'         | Violinprincipal 8'  | Voix céleste 8'   | Violon 16'     | III/I    |
| Principal 8'        | Violin 8'           | Gedackt 8'        | Kvinta 10 2/3' | III/II   |
| Flûte Harmonique 8' | Salicional 8'       | Violin 4'         | Borduna 8'     | I/P      |
| Gamba 8'            | Rörflöjt 8'         | Eufon 8'          | Violoncell 8'  | II/P     |
| Dolce 8'            | Flûte octaviante 4' | Crescendosvällare | Oktava 4'      | III/P    |
| Oktava 4'           | Rauschkvint 2 chor  |                   | Basun 16'      | I 4'/I   |
| Rörflöjt 4'         | Klarinett 8'        |                   |                | II 16'/I |
| Oktava 2'           | Vox Humana 8'       |                   |                |          |
| Kornett 3 chor      | Crescendosvällare   |                   |                |          |
| Trumpet 16'         |                     |                   |                |          |
| Trumpet 8'          |                     |                   |                |          |

4 fasta kombinationer, 2 fria kombinationer. Registersvällare.
- Den ersattes 1958 av ett instrument från Hammarbergs Orgelbyggeri AB som även innehåller äldre pipmaterial. Den utökades 1978 av A. Mangusson Orgelbyggeri AB och har omdisponerats ett flertal gånger. Orgeln har 34 stämmor fördelade på tre manualer och pedal.[3]
- Kororgeln byggdes 1966 för Guldhedskyrkan, men flyttades 1988 till Annedalskyrkan av Lindegren Orgelbyggeri AB. Den är mekanisk med sex stämmor fördelade på manual och pedal.[4]

#### Diskografi
- Orgelmeditationer i Annedal, Bo Urban Nordgren vid orglarna i Annedalskyrkan, Göteborg, Leyman Music LMCD-031 (2003).[5]

## Bilder

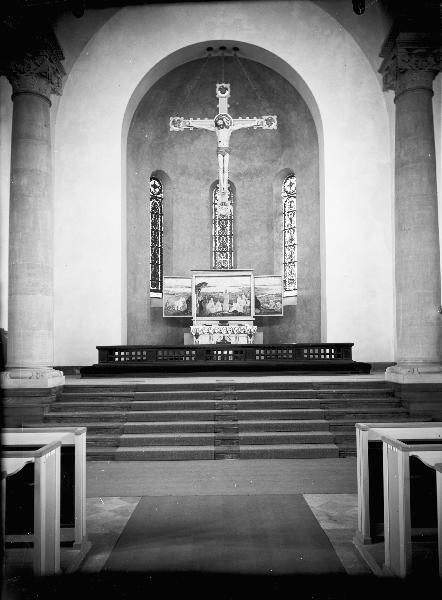
Interiören mot koret.